# Tympanococcus gardeniae
Tympanococcus gardeniae är en insektsart som beskrevs av Williams 1967. Tympanococcus gardeniae ingår i släktet Tympanococcus och familjen ullsköldlöss.
Artens utbredningsområde är Filippinerna. Inga underarter finns listade i Catalogue of Life.